# Miss Terra
Miss Terra (em português para Miss Earth) é um concurso de beleza internacional feminino, que começou a ser realizado em 2001 com sede nas Filipinas. É coordenado pela Carousel Productions que tem como presidente o filipino Ramon Monzon. Além do país asiático, a competição também já foi sediada no Vietnã e na Áustria. A primeira detentora do título foi a dinamarquesa Catharina Svensson. 
Junto a outros certames como o Miss Universo, Miss Internacional e Miss Mundo forma o Big Four, isto é, os quatro importantes concursos de beleza do planeta. Todo ano, mais de oitenta (80) países enviam suas candidatas para disputarem o concurso que tem como objetivo a consciência ambiental. A vencedora viaja pelo mundo todo conscientizando os países sobre a importância da natureza e da consciência ambiental atual.

## História
Voltado para a preservação do meio ambiente e de práticas mais eco-sustentáveis, o Miss Terra foi criado em 2001 pela Organização Carousel, sob o comando do senhor Ramon Monzon. As candidatas que participam do concurso estão indireta ou diretamente ligadas à causas humanitárias e as práticas de sustentabilidade. A vencedora, além de abraçar as causas do concurso, promove o eco-turismo pelos países ao redor do mundo.
Anualmente, durante as atividades que antecedem à noite final da competição, as candidatas ao título participam de cerimônias de plantação de mudas de árvores ao ar livre, programas de inserção à sustentabilidade e causas ecológicas, visitas de patrocinadores eco-conscientes e à tours pelas cidades da redondeza que sedia o evento, no caso, as Filipinas.
Com o objetivo sempre em foco, o Miss Terra tem crescido ao longo dos anos, alcançando um grande número de países interessados em enviar suas candidatas em busca da coroa.Esta coroa representa os quatro elementos,necessários para a vida no planeta: Fogo, Água,Terra e Ar. Temas estes que também recebem as quatro finalistas da competição, a Miss Terra Fogo que fica em quarto lugar, a Miss Earth Água que fica em terceiro, a Miss Terra Ar segunda colocada e a vencedora do concurso recebe o título de Miss Terra.

## Vencedoras
Abaixo estão somente as cinco últimas vencedoras da competição:
| Ano  | Vencedora       | País      | Idade | Altura | Cidade Natal | Ref.  |
| ---- | --------------- | --------- | ----- | ------ | ------------ | ----- |
| 2013 | Alyz Henrich    | Venezuela | 22    | 1.74   | Punto Fijo   | [ 1 ] |
| 2014 | Jamie Herrell   | Filipinas | 20    | 1.75   | Glendora     | [ 2 ] |
| 2015 | Angelia Ong     | Filipinas | 25    | 1.72   | Manila       | [ 3 ] |
| 2016 | Katherine Espín | Equador   | 23    | 1.70   | La Troncal   | [ 4 ] |
| 2017 | Karen Ibasco    | Filipinas | 26    | 1.70   | Manila       | [ 5 ] |

### Hall of Fame

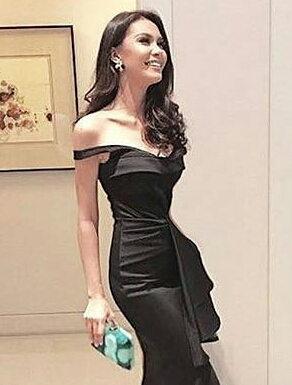
Miss Terra 2015 Angelia Ong (Filipinas)
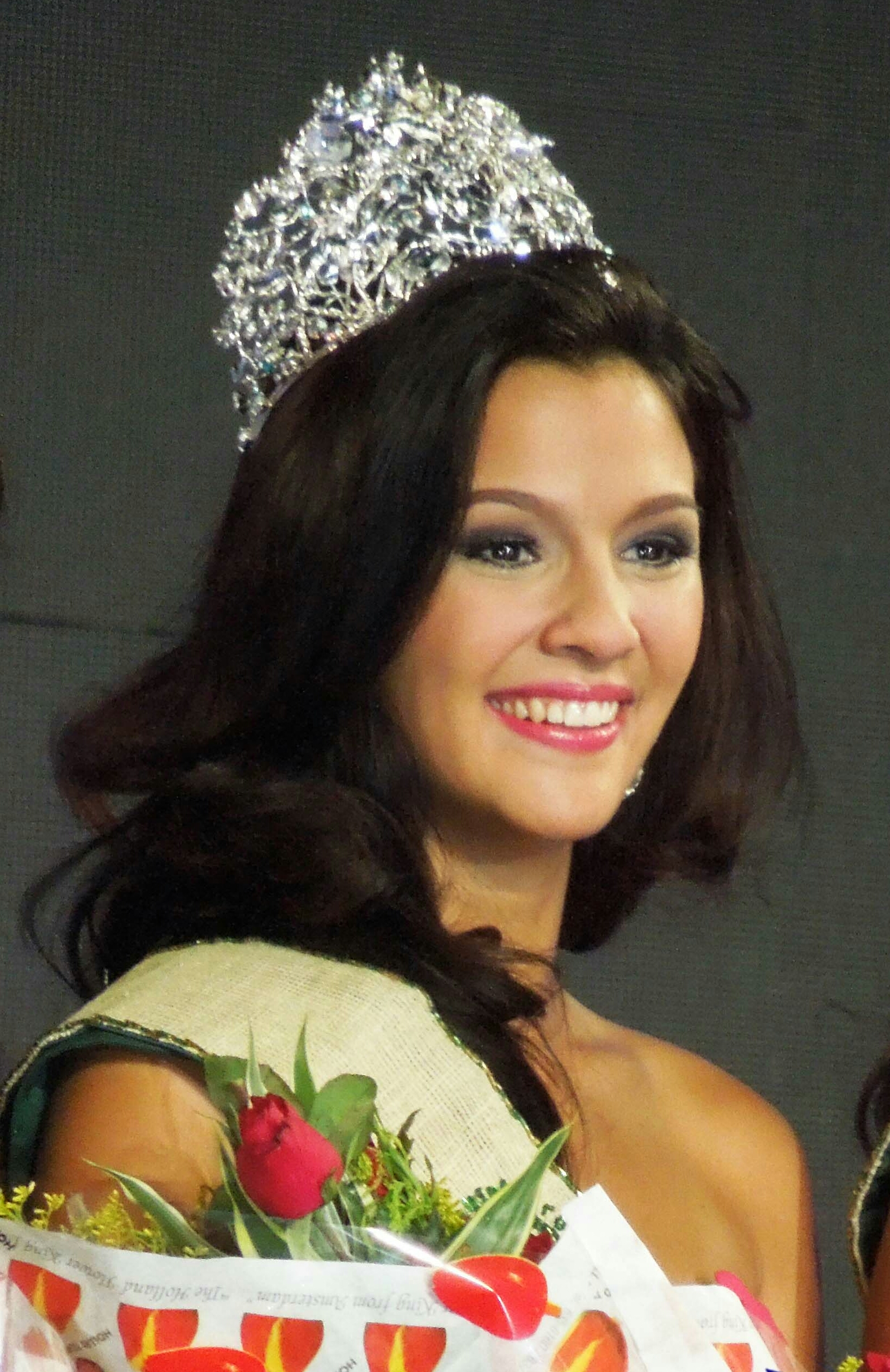
Miss Terra 2014 Jamie Herrell (Filipinas)
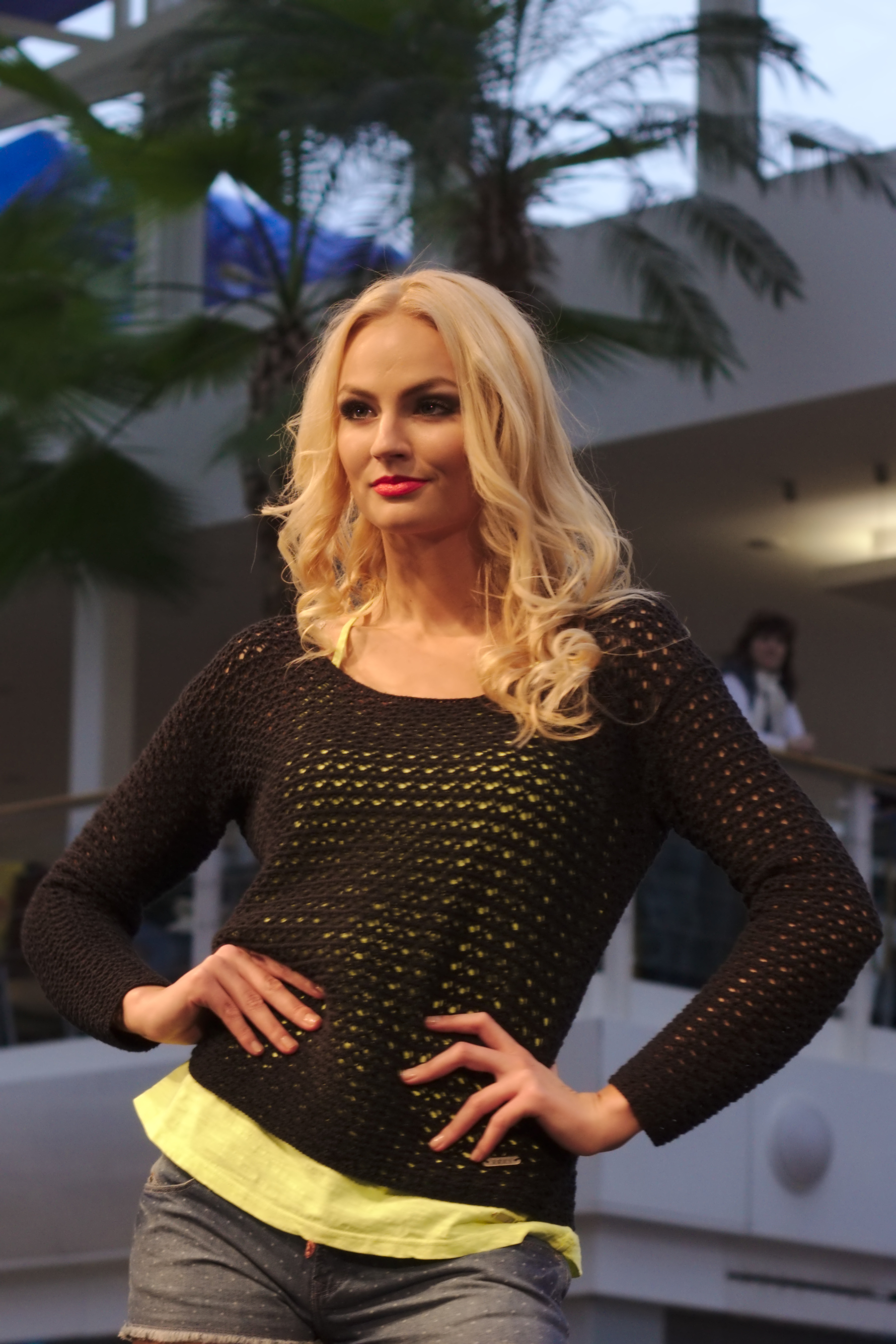
Miss Terra 2012 Tereza Fajksová (República Tcheca)

## Conquistas

### Por País

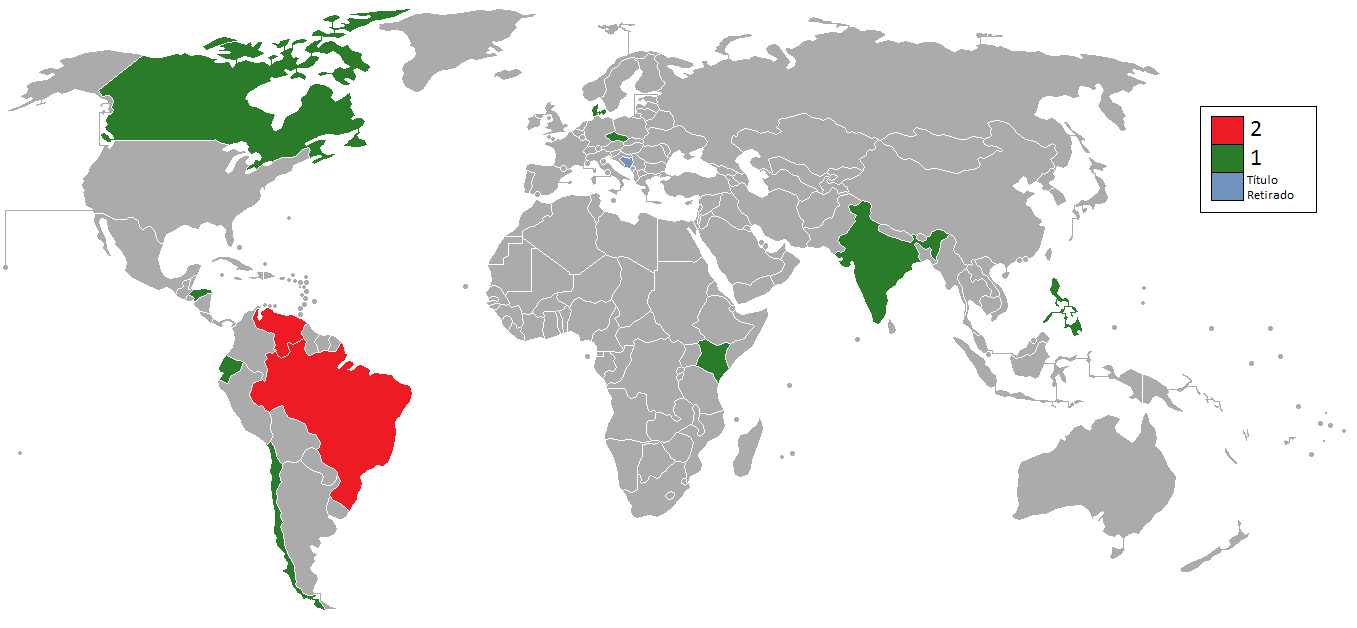
Países vencedores destacados no Mapa-múndi.

| Títulos | País             | Vitórias               |
| ------- | ---------------- | ---------------------- |
| 4       | Filipinas        | 2008, 2014, 2015, 2017 |
| 2       | Equador          | 2011, 2016             |
| 2       | Venezuela        | 2005, 2013             |
| 2       | Brasil           | 2004, 2009             |
| 1       | Belize           | 2021                   |
| 1       | Estados Unidos   | 2020                   |
| 1       | Porto Rico       | 2019                   |
| 1       | Vietnã           | 2018                   |
| 1       | República Tcheca | 2012                   |
| 1       | Índia            | 2010                   |
| 1       | Canadá           | 2007                   |
| 1       | Chile            | 2006                   |
| 1       | Honduras         | 2003                   |
| 1       | Quênia           | 2002                   |
| 1       | Dinamarca        | 2001                   |

### Por Continente
| Títulos | Continente | Última Vitória         |
| ------- | ---------- | ---------------------- |
| 9       | Américas   | Equador (2016)         |
| 5       | Ásia       | Filipinas (2017)       |
| 2       | Europa     | República Checa (2012) |
| 1       | África     | Quênia (2002)          |
| 0       | Oceania    |                        |

## Ver Também
1. Miss Brasil Earth